# Els Blandings ja tenen casa
 Els Blandings ja tenen casa  (original: Mr. Blandings builds his Dream House) és una pel·lícula estatunidenca dirigida per Henry C. Potter el 1948 i doblada al català.

## Argument
Els Blandings són un matrimoni amb dues filles que viuen en un apartament de Nova York que els ha quedat petit. Cansats també de viure a Nova York, decideixen fer construir en el camp la "casa dels seus somnis". Però el camí, fins a l'acabament, estarà sembrat de trampes: empresaris i obrers que es fan pregar, preocupacions financeres, etc. El somni va cap al malson...

## Repartiment
- Cary Grant: Jim Blandings
- Myrna Loy: Muriel Blandings
- Melvyn Douglas: Bill Cole
- Reginald Denny: Henry L.Simms
- Sharyn Moffett: Joan Blandings
- Connie Marshall: Betsy Blandings
- Louise Beavers: Gussie
- Ian Wolfe: Smith
- Harry Shannon: W. D. Tesander
- Tito Vuolo: M. Zucca
- Nestor Paiva: Joe Apollonio
- Jason Robards Sr.: John W. Retch
- Lurene Tuttle: Mary
- Lex Barker: Foreman, el fuster
- Emory Parnell: M. PeDelford
- Will Wright: Eph Hackett

I, entre els actors que no surten als crèdits:
- Friedrich Von Ledebur: Un obrer
- Frank Darien: El jutge Quarles
- Stanley Andrews: M. Murphy
- Cliff Clark: Jones
- Franklin Parker: Simpson, l'expert
- Charles B. Middleton: El destructor

## Al voltant de la pel·lícula
- Rodatge d'octubre a desembre de 1947.[2]
- Última pel·lícula de l'estilista Robert Kalloch que va morir el 20 d'octubre de 1947, just després de crear el vestuari per a Myrna Loy.[3]

## Crítica
Comèdia de "sa ambient familiar", la realització de la qual, sense sortir-se’n d'un nivell artesanal, aconsegueix amb l'eficaç aplicació de pautes establertes, moments feliços en un clima d'amorosa complicitat entre els personatges, propiciant un magnífic joc dels actors del trio protagonista. Una pel·lícula molt agradable.